# Silverball
Silverball est un jeu vidéo de flipper de 1993 développé par Digital Extremes et Epic MegaGames et publié par MicroLeague. Il s'agit essentiellement d'un ensemble de tables d'Epic Pinball distribuées au détail. Silverball a été le premier jeu de flipper créé par James Schmalz et a ouvert la voie au développement d'Epic Pinball. 

## Tables
La version shareware comprenait la table « Fantasy » et des versions non jouables de « Blood », « Snooker Champ » et « Odyssey » dans lesquelles le piston ne fonctionne pas. Deux tables apparaissent également dans la version Silverball Plus 2, ainsi qu'une table bonus qui pouvait être commandée gratuitement lors de l'achat de Silverball directement auprès d'Epic MegaGames[réf. nécessaire].
| Table         | Edition de jeu          | Notes                                                                    |
| ------------- | ----------------------- | ------------------------------------------------------------------------ |
| Fantasy       | Original Silverball     | Table Shareware                                                          |
| Blood         | Original Silverball     | Non jouable dans la version Shareware.                                   |
| Snooker Champ | Original Silverball     | Non jouable dans la version Shareware.                                   |
| Odyssey       | Original Silverball     | Non jouable dans la version Shareware.                                   |
| Duel          | Silverball Plus 2       | Conception similaire à celle de la table de Epic Pinball « Magic ».      |
| Warbot        | Silverball Plus 2       | Conception similaire à celle de la table de Epic Pinball « Excalibur ».  |
| Nova          | Silverball Installation | Musique similaire à celle de la table de flipper Epic « Space Journey ». |

## Accueil
Computer Gaming World a déclaré que « l'action de la balle est un peu étrange », se comportant comme du caoutchouc au lieu d'acier. Le magazine a conclu que « Silverball se classe bien pour ceux qui n'ont pas peur de l'action irréaliste de la balle ». 